# Ballgletscher
Der Ballgletscher ist ein Gletscher in den Bowers Mountains des ostantarktischen Viktorialands. In der Explorers Range fließt er in ostnordöstlicher Richtung zum Astachow-Gletscher.
Wissenschaftler der deutschen Expedition GANOVEX III (1982–1983) benannten ihn. Namensgeber ist der neuseeländische Bergsteiger und Bergführer Garry Ball (1953–1993), der an drei GANOVEX-Expeditionen beteiligt war.